# هوپ آن د استریت جلد ۱
هوپ آن د استریت جلد ۱ (انگلیسی: Hope on the Street Vol. 1) اولین آلبوم موسیقی متن و آلبوم چندآهنگه از رپر و خواننده-ترانه‌سرای اهل کره جنوبی، جی-هوپ از بی‌تی‌اس است که در ۲۹ مارس ۲۰۲۴ توسط بیگ هیت میوزیک منتشر شد. این آلبوم دارای شش ترانه است و در آن همگروهی‌اش جونگ‌کوک، تهیه‌کنندگان موسیقی بنی بلانکو و نایل راجرز، هو یون جین از لسرافیم و رپرها جین‌بو، گِه‌کو و یون می ره در آن حضور داشتند.
این آلبوم به عنوان بخشی از پروژهٔ هوپ آن د استریت است که شامل مجموعه مستند تلویزیونی شش قسمتی با همین نام است که در ۲۸ مارس ۲۰۲۴ منتشر شد و این آلبوم چندآهنگه که به عنوان موسیقی متن آن عمل می‌کند، روز بعد منتشر شد.

## فهرست ترانه‌ها
| فهرست ترانه‌های هوپ آن د استریت جلد ۱ | فهرست ترانه‌های هوپ آن د استریت جلد ۱                   | فهرست ترانه‌های هوپ آن د استریت جلد ۱                                          | فهرست ترانه‌های هوپ آن د استریت جلد ۱ | فهرست ترانه‌های هوپ آن د استریت جلد ۱ |
| شماره                                | نام                                                    | نویسنده(ها)                                                                   | تهیه‌کننده(ها)                        | مدت                                  |
| ------------------------------------ | ------------------------------------------------------ | ----------------------------------------------------------------------------- | ------------------------------------ | ------------------------------------ |
| ۱.                                   | «آن د استریت» (ورژن انفرادی)                           | جی-هوپ پی‌داگ                                                                  | پی‌داگ                                | ۳:۱۱                                 |
| ۲.                                   | «I Wonder...» (همراه جونگ‌کوک از بی‌تی‌اس)                | جی-هوپ ملانی فونتانا میشل «لیندگرن» شولتس پی‌داگ                               | پی‌داگ                                | ۲:۴۳                                 |
| ۳.                                   | «Lock / Unlock» (همراه بنی بلانکو و نایل راجرز)        | جی-هوپ بلیک اسلتکین عمر فدی بنی بلانکو کشمر کت مایکل کلیولند نایل راجرز پی‌داگ | پی‌داگ اسلتکین راجرز بلانکو کشمر کت   | ۳:۰۱                                 |
| ۴.                                   | «نمی‌دونم (I Don't Know)» (همراه هو یون جین از لسرافیم) | جی-هوپ مو سو جین پی‌داگ                                                        | پی‌داگ                                | ۳:۰۳                                 |
| ۵.                                   | «چی میشه اگه… (What If...)» (دنس میکس)                 | جی-هوپ دم جوینتز جین‌بو د سوپرفریک رزا آر. دیگز آر. جونز پی‌داگ                 | دم جوینتز                            | ۳:۱۶                                 |
| ۶.                                   | «نورون» (همراه گِه‌کو و یون می ره)                       | جی-هوپ گِه‌کو پی‌داگ یون می ره                                                   | پی‌داگ                                | ۴:۳۳                                 |
| مجموع مدت:                           | مجموع مدت:                                             | مجموع مدت:                                                                    | مجموع مدت:                           | ۱۹:۵۰                                |